# Triunfo (Pernambuco)
Triunfo é um município brasileiro do estado de Pernambuco, localizado no topo da Serra da Baixa Verde, junto ao limite de Pernambuco e Paraíba. A cidade dista 405 quilômetros de Recife, capital do estado e 380 quilômetros de Petrolina, mais importante cidade do sertão pernambucano. Sua população, conforme estimativa do IBGE de 2017, era de 15.221 habitantes, distribuídos em pouco mais de 190 quilômetros quadrados.
Situa-se a mais de mil metros acima do nível do mar, sendo a cidade mais alta do estado de Pernambuco. O seu clima é ameno e chuvoso, o que faz com que o local destaque-se em relação a outras cidades circunvizinhas que possuem clima semiárido. Esse aspecto local leva Triunfo a ser conhecida como "Oásis do Sertão".
Emancipada de Flores em 1870 e elevada à categoria de cidade em 13 de junho de 1884, a cidade de Triunfo é um dos principais destinos turísticos de Pernambuco. Os seus visitantes são atraídos principalmente por seu clima ameno e sua arquitetura icônica e histórica, bem como por sua culinária, seus festivais e também por sua geografia.

## Toponímia
O nome de Triunfo originou-se de uma luta ocorrida entre os habitantes locais, da Baixa Verde, com os da cidade de Flores, principalmente a família dos Campos Velhos, que não eram favoráveis ao desenvolvimento do povoado da Baixa Verde e chegaram, por diversas vezes, a atacar a feira local, na tentativa de acabá-la. Algumas pessoas chegaram a morrer nos ataques, sem que estes lograssem êxito em conterem o progresso do povoado nem a realização das feiras. A esse triunfo, homenageou-se o local.

## História
Os primeiros habitantes da região onde viria se formar a cidade de Triunfo foram os índios Cariri da nação Tapuia.
Sabe-se que no início do século XIX, provavelmente no ano de 1802, chegou ao local um missionário italiano, o capuchinho frei Vital de Frascarolo, ou frei Vital da Penha, acompanhado de alguns índios e carregando de imagens de alguns santos, entre eles a imagem de Nossa Senhora das Dores, que viria a tornar-se padroeira do local.
Frei Vital da Penha conseguiu do proprietário das terras da Baixa Verde um terreno, e montou nesse espaço um aldeamento para os índios que vieram com ele em sua missão.

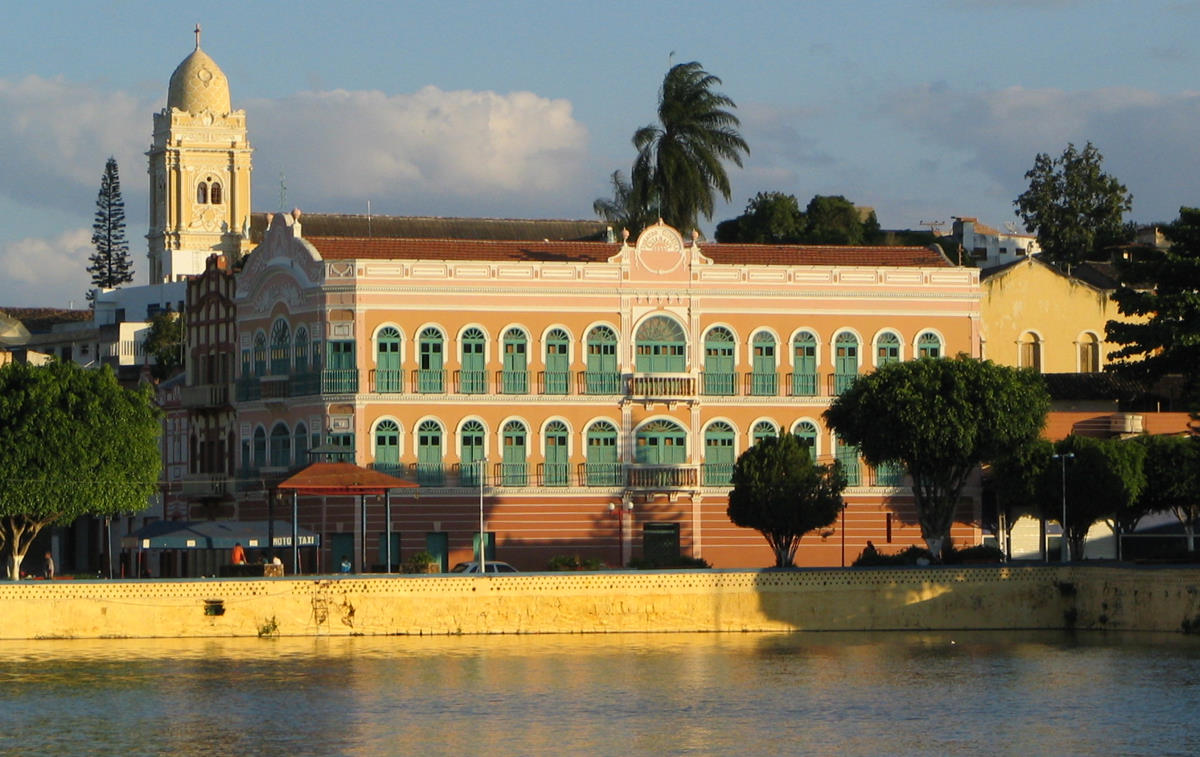
Theatro Cinema Guarany.

Em novembro de 1803 Frei Vital da Penha deixou o local e foi substituído por frei Ângelo Maurício Niza, que tratou de construir na Baixa Verde uma capelinha que serviu de matriz do povoado durante muito tempo. Após a construção da capela, frei Ângelo buscou a legalização da posse do terreno dos índios, junto ao governador-geral da Capitania, Dr. Caetano Pinto de Miranda Montenegro.
As condições favoráveis dos solos para práticas agrícolas, suas fontes perenes de água e vegetação sempre verde atraíram outras pessoas para o local, fazendo com que ele passasse de um núcleo de casas esparsas para um povoado com casas próximas umas das outras e alinhadas.
A história de Triunfo foi registrada por vários anos no Jornal "A Voz do Sertão", que tinha como editor Sigismundo Pinto, jornalista triunfense, que escrevia as matérias e registrava imagens da cidade na publicação.

### Emancipação

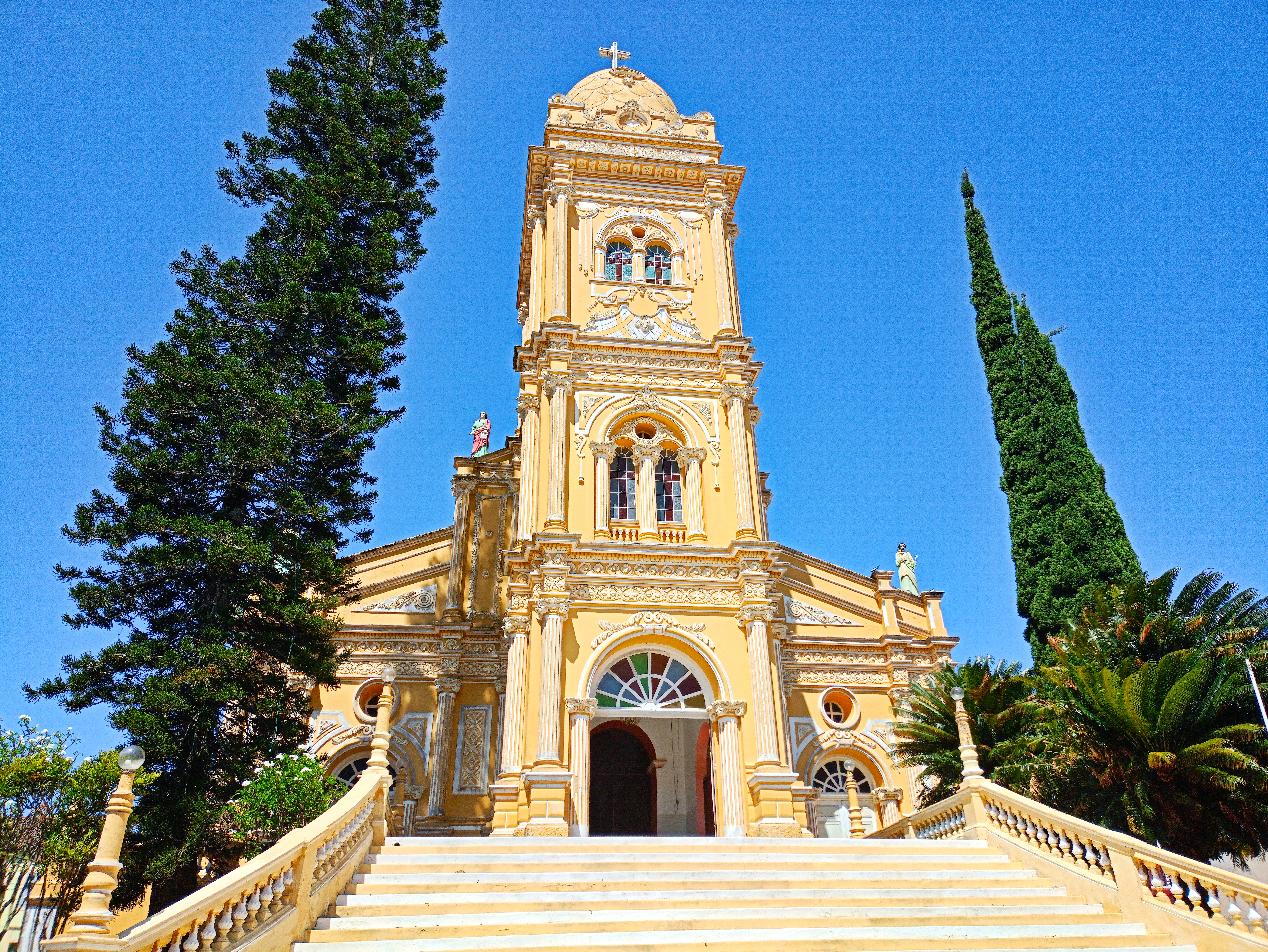
Igreja Nossa Senhora Das Dores Triunfo-PE

A lei provincial nº 930, de 2 de junho de 1870, garante o status de vila ao povoado que oficialmente passa a se chamar Triunfo, tendo sido desmembrado de Flores e instalado, de facto, em 8 de janeiro de 1872.
A condição de cidade foi garantida pela lei provincial nº 1805, de 13 de junho de 1884, data que é comemorada como sendo o aniversário de Triunfo.
No ano de 1911, o município de Triunfo possuía quatro distritos: além do distrito-sede, os distritos de Jericó, Santa Cruz e Santo Antônio.
Em 30 de dezembro de 1963, através da lei estadual nº 4973, os distritos de Santa Cruz da Baixa Verde e Jatiúca passaram a formar um novo município emancipado de Triunfo, mas já no ano seguinte, o município de Santa Cruz da Baixa Verde foi extinto, e seu território voltou a fazer parte de Triunfo.
Em 19 de maio de 1968, a lei municipal nº 395, criou o distrito de Canaã e o anexou ao município de Triunfo.
O histórico de subdivisões apontava o município de Triunfo sendo constituído por 5 distritos no ano de 1979. Eram eles: Triunfo (distrito-sede), Canaã, Iguaraçu, Jatiúca e Santa Cruz da Baixa Verde.
A lei estadual nº 10620, de 1 de outubro de 1991, emancipou novamente os distritos de Santa Cruz da Baixa Verde e Jatiúca. Triunfo, portanto, passou a ter suas atuais subdivisões: os distritos de Triunfo, Canaã e Iraguaçu.

## Economia
De acordo com dados do IBGE do ano de 2010, o PIB era estimado em R$69,200 mil, sendo sua maior riqueza as atividades no setor de serviços, seguido pela agricultura e pecuária,  quase empatadas. O PIB per capita era de R$ 4.611,46.

## Geografia
O município de Triunfo está inserido na bacia do Rio Pajeú. Situa-se no Planalto da Borborema, numa altitude média de 1 010 m. Seu ponto culminante é o Pico do Papagaio, com 1 260 m e localizado entre as coordenadas  -07°49'22" e -38°03'20". O relevo é predominante montanhoso. A vegetação é composta por floresta subcaducifólia, e pela caatinga hiperxerófila. Seus limites são:
- Norte: São José de Princesa (estado da Paraíba)
- Sul: Calumbi
- Oeste: Santa Cruz da Baixa Verde
- Leste: Flores

### Clima
O clima de Triunfo é o tropical com estação seca, do tipo Aw, segundo a classificação climática de Köppen-Geiger (fronteiriço com o clima tropical de altitude), com temperatura média compensada anual de 21 ºC (mínima de 17 ºC e máxima de 27 ºC) e precipitação média de cerca de 1 070 milímetros (mm) anuais. A umidade relativa do ar é de 71% e o tempo de insolação de aproximadamente 2 770 horas anuais.
Segundo dados da estação meteorológica convencional do Instituto Nacional de Meteorologia (INMET), referentes ao período de 1961 a 1971, 1973 a 1985 e a partir de 1993, a menor temperatura registrada em Triunfo foi de 11,1 ºC em 26 de outubro de 1994 e a maior atingiu 33,3 ºC em 6 de janeiro de 2003 e em dezembro de 1997, nos dias 5 e 6 do referido mês. O maior acumulado de precipitação em 24 horas atingiu 174,1 mm em 21 de maio de 2025, batendo o antigo recorde de 152 mm em 30 de março de 2016.
Outros grandes acumulados superiores a 100 mm foram 120 mm em 7 de maio de 1969, 115,2 mm em 20 de janeiro de 1974, 109,8 mm em 8 de janeiro de 2016, 105,8 mm em 1 de julho de 1962, 105,4 mm em 16 de abril de 1975, 104,1 mm em 28 de fevereiro de 1970, 103,8 mm em 5 de março de 1978, 102,6 mm em 7 de março de 2014, 102,2 mm em 23 de março de 1965, 102 mm em 15 de abril de 2013, 101,6 mm em 15 de abril de 1997 e 100 mm em 9 de fevereiro de 1969.
| Dados climatológicos para Triunfo | Dados climatológicos para Triunfo | Dados climatológicos para Triunfo | Dados climatológicos para Triunfo | Dados climatológicos para Triunfo | Dados climatológicos para Triunfo | Dados climatológicos para Triunfo | Dados climatológicos para Triunfo | Dados climatológicos para Triunfo | Dados climatológicos para Triunfo | Dados climatológicos para Triunfo | Dados climatológicos para Triunfo | Dados climatológicos para Triunfo | Dados climatológicos para Triunfo |
| Mês | Jan                               | Fev                               | Mar                               | Abr                               | Mai                               | Jun                               | Jul                               | Ago                               | Set                               | Out                               | Nov                               | Dez                               | Ano                               |
| --- | --------------------------------- | --------------------------------- | --------------------------------- | --------------------------------- | --------------------------------- | --------------------------------- | --------------------------------- | --------------------------------- | --------------------------------- | --------------------------------- | --------------------------------- | --------------------------------- | --------------------------------- |
| Temperatura máxima média (°C) | 28,5                              | 27,7                              | 27,4                              | 26,4                              | 25,2                              | 23,9                              | 23,5                              | 24,9                              | 27,4                              | 29,3                              | 29,8                              | 29,4                              | 27                                |
| Temperatura média compensada (°C) | 22,8                              | 22,4                              | 22,1                              | 21,6                              | 20,7                              | 19,2                              | 18,6                              | 19                                | 21                                | 22,7                              | 23,5                              | 23,4                              | 21,4                              |
| Temperatura mínima média (°C) | 18,1                              | 18,2                              | 18,4                              | 18,1                              | 17,5                              | 16,3                              | 15,4                              | 15,2                              | 15,8                              | 16,8                              | 17,5                              | 18                                | 17,1                              |
| Precipitação (mm) | 103,1                             | 135,5                             | 182,8                             | 165,3                             | 123,8                             | 104,7                             | 96,1                              | 41,2                              | 16,7                              | 27,1                              | 32,8                              | 38,3                              | 1 067,4                           |
| Dias com precipitação (≥ 1 mm) | 6                                 | 8                                 | 11                                | 9                                 | 9                                 | 8                                 | 8                                 | 4                                 | 2                                 | 1                                 | 2                                 | 3                                 | 71                                |
| Umidade relativa compensada (%) | 66,7                              | 72,2                              | 77,7                              | 79,8                              | 81,5                              | 85,1                              | 82,3                              | 76                                | 63,7                              | 56,3                              | 56                                | 59,2                              | 71,4                              |
| Insolação (h) | 227,9                             | 201,6                             | 223,3                             | 217,5                             | 205,2                             | 175,4                             | 200,9                             | 232,2                             | 266,8                             | 285,7                             | 273,1                             | 259,8                             | 2 769,4                           |
| Fonte: INMET (umidade e horas de sol: normal climatológica de 1981-2010; recordes de temperatura de 1961 a 1971, 1973 a 1985 e 1993 a 2018) e Atlas Climatológico do Estado de Pernambuco (médias de temperatura: 1991-2020) |                                   |                                   |                                   |                                   |                                   |                                   |                                   |                                   |                                   |                                   |                                   |                                   |                                   |

## Turismo

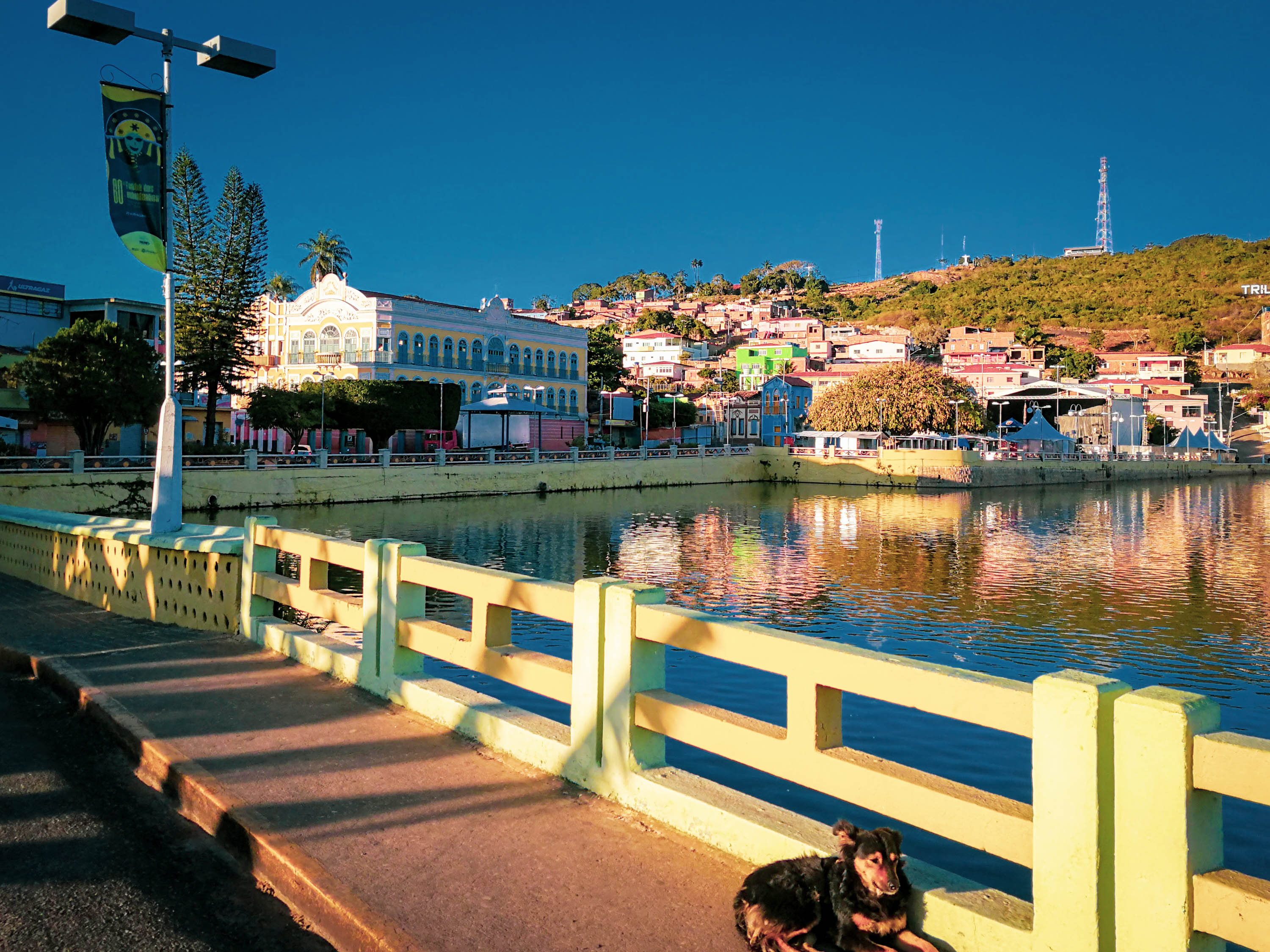
Cidade de Triunfo, sertão pernambucano.

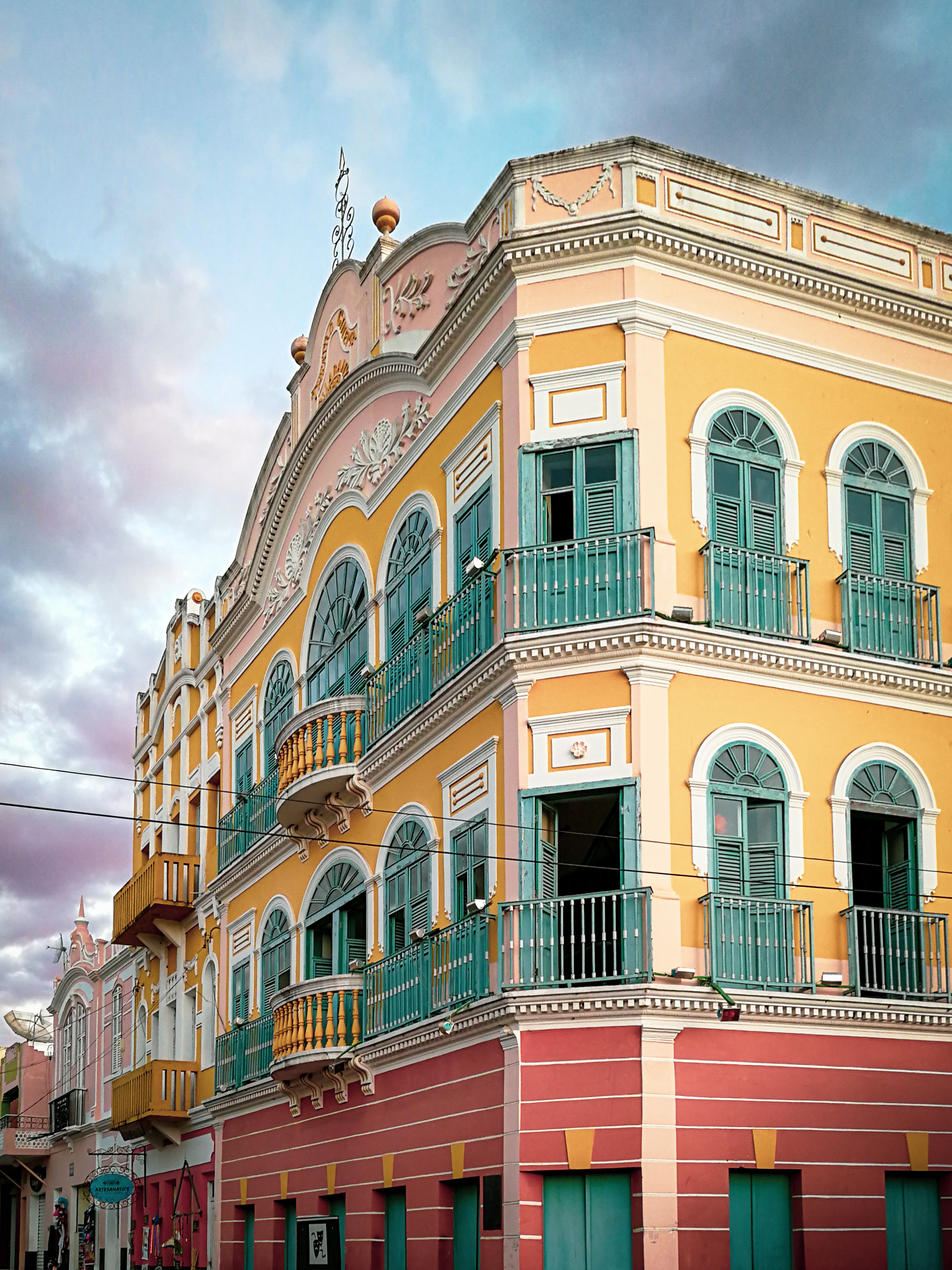
Fachada frontal do Cine Theatro Guarany, construído em 1922.

Poucos municípios têm o privilégio de reunir tantos atrativos, a começar pelo clima, que contradiz a aridez do sertão nordestino, com temperaturas oscilantes entre 11,1 °C no inverno e 26 °C no verão. O município pernambucano de Triunfo, distante 399 km do Recife e a uma altitude de 1 010 metros, tem vegetação diferente da que predomina na região e uma variedade de lugares a se visitar sem similar em todo Sertão nordestino. Com tudo isso, Triunfo passou a ser conhecida como “O Oásis no Sertão”.
Tudo em Triunfo parece ter sido talhado com primor: as ruas cheias de ladeiras e calçadas com paralelepípedos, o casario singelo, as antigas construções datadas do século XIX, os seculares e tradicionais convento e igrejas, as edificações em pedra bruta, a história do cangaço que nos faz voltar no tempo, os mirantes, cachoeiras, grutas, a belíssima visão do Pico do Papagaio, segundo ponto mais alto de Pernambuco com 1185 m, de onde é possível avistar seis cidades do Vale do Pajeú, os caretas com seus trajes que deixam os visitantes curiosos e deslumbrados com tamanha beleza com mais de um século de existência.
O famoso açude João Barbosa Sitônio, localizado no centro da cidade, adornado pela presença do Theatro Cinema Guarany inaugurado em 1922 e construído com rocha e óleo de baleia para dar sustentabilidade aos três pavimentos do prédio, que é uma das 20 Maravilhas de Pernambuco, segundo votação realizada pela Fundarpe, e sem esquecer do teleférico, que tem seus assentos movidos por cima das serras de Triunfo, passando sobre as águas do açude, que estão muito poluídas.
Todos que visitam Triunfo têm uma verdadeira aula de arquitetura, história e cultura. Cidade de um povo hospitaleiro, rodeada de serras e vegetação sempre verde.

## Rádio e TV
O município também contém uma rádio FM, Triunfo FM, que opera na frequência 87,9 MHz.
São dois canais de TV aberta que se podem sintonizar na cidade, e mais dois estão em implantação:
- TV Asa Branca (Rede Globo)- Canal 11
- TV Pernambuco (TV Brasil)- Canal 13 (Fora do Ar)
- TV Nova Nordeste (TV Cultura)- Canal 17 (Em Implantação)
- TV Jornal Caruaru (SBT)- Canal 22 (Em Implantação)